# Basílica de San Francisco de Charcas
La Basílica de San Francisco de Charcas es el templo de la orden franciscana en la actual ciudad de Sucre, capital de Bolivia. Se encuentra en el casco histórico, y desde el siglo XIX el convento franciscano fue transformado en sede del Ejército Nacional.

## Historia

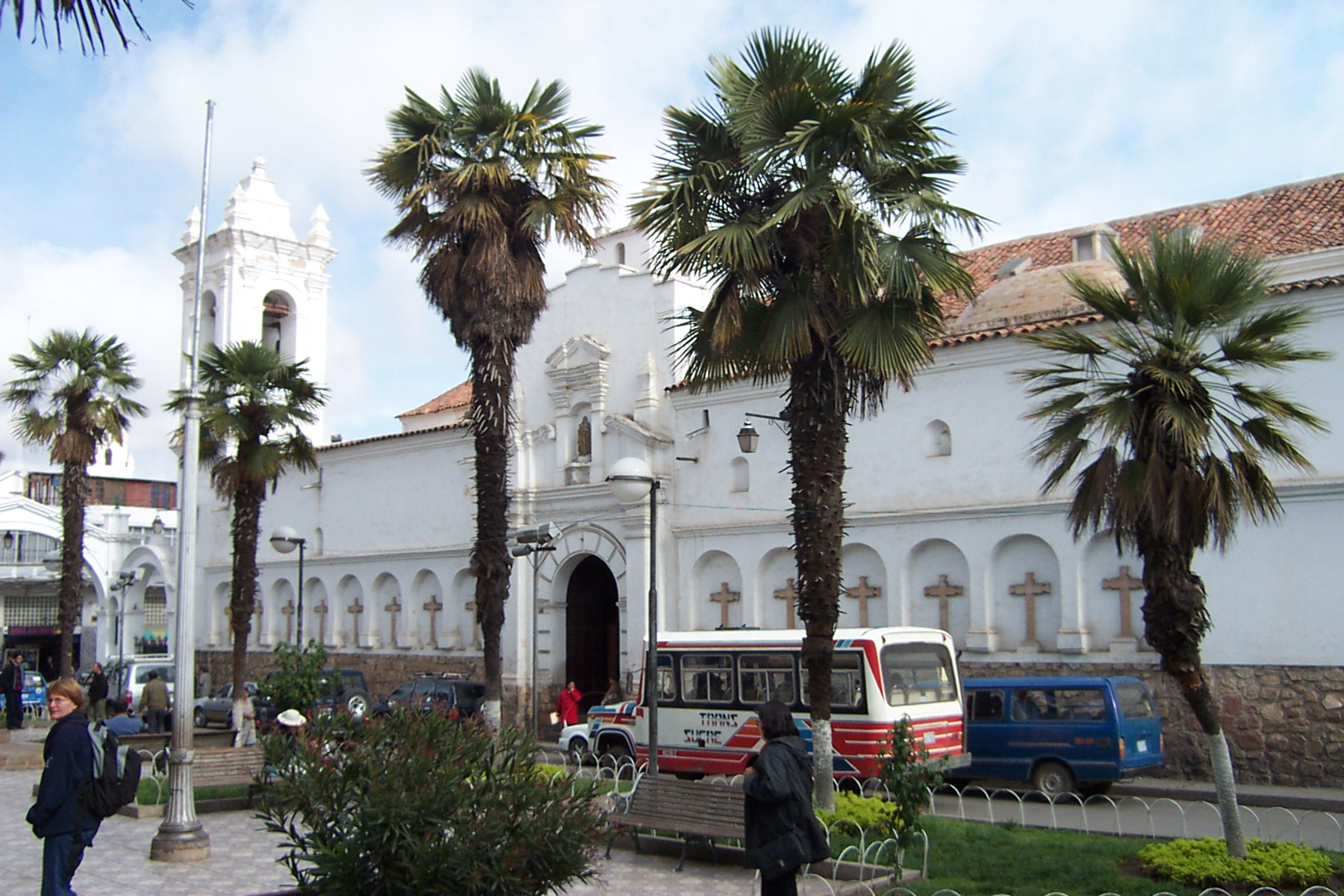
Vista lateral del templo desde la calle Arce

Los franciscanos recibieron en 1539 un terreno donado por Pedro Hinojosa con el objetivo de la construcción del templo dedicado a San Francisco de Asís. Poco después, se sumó un terreno vecino donado por Constanza de Almendras, para ubicar en él el convento de la orden.
La obra de la nave central fue concluida en 1580, y en una ceremonia fueron trasladados los restos de los fundadores de la ciudad, desde la Capilla de la Inmaculada Concepción. Al año siguiente, fue inaugurada la Iglesia de San Francisco de Charcas, aunque la construcción de las capillas laterales se prolongó durante los años siguientes.
El templo fue protagonista del Grito Libertario del 25 de mayo de 1809, primera revolución latinoamericana del siglo XIX, seguida al año siguiente por las de Buenos Aires, Chile y México. Sobre la torre principal de San Francisco se encuentra la denominada Campana de la Libertad, la cual los hermanos Juan Manuel Lemoine y Joaquín Lemoine tocaron para convocar al pueblo a levantarse en contra de las autoridades españolas.
En 1825, el presidente Antonio José de Sucre, perteneciente a la logia de los masones, expropió San Francisco a la orden y lo transfirió al Municipio y al Ministerio de Guerra. Así, la iglesia termindó usándose como caballeriza, depósito de armas y de municiones. También el Mariscal Sucre ordenó la construcción de los Arcos de la Plaza de San Francisco, que cruzan la calle Arce hasta la plazuela parroquial, y que aún siguen en pie. Diez años después, se cancelaron los entierros en las catacumbas de San Francisco, a partir de ese momento se realizarían en el Cementerio General.
En 1868, el templo fue reabierto al culto católico. Recién en 1925 fue reabierta la Comunidad Franciscana, que volvió a ceder una parte del convento cedida por el Ministerio de Defensa. En 1946, San Francisco fue restaurada respetando la estructura original del antiguo templo.
En 1996, fue reabierta la cripta de la iglesia y en ella se encontraron los restos mortales de los hijos de los conquistadores españoles de la actual Bolivia. Entre los restos están, Juan López de Cepeda, Oidor de la Real Audiencia de La Plata de los Charcas y Juan José Segovia, el primer presidente criollo de la Real Audiencia de La Plata. El 20 de junio de 1999, el Monseñor Jesús Pérez, Arzobispo de Sucre, consagró a San Francisco como Templo.
El 20 de agosto de 1999 fue consagrada Basílica menor.

## Arquitectura
La Basílica de San Francisco es una iglesia del clásico estilo de influencia barroca, pero de decoración mínima y muros pintados de blanco con cal que es representativo de la arquitectura colonial latinoamericana. El templo es de una sobriedad notable en cuanto a sus muros internos y a la ornamentación de la fachada, mientras el lujo se concentra en los retablos.
Posee una nave central y una lateral, tanto por ello como por la notable diferencia entre sus dos torres, es un templo completamente asimétrico tanto visto desde fuera como por dentro. Hacia uno de los laterales linda con la calle Aniceto Arce, mientras hacia el otro una puerta comunica la iglesia directamente con el patio del antiguo convento franciscano, hoy ocupado por el Ejército de Bolivia.
San Francisco sigue la estructura común a los templos católicos según las ideas del siglo XVI: un atrio para la congregación de fieles, una Puerta principal que representa el ingreso a la Salvación y al cuerpo de Cristo, una nave central como camino del pueblo cristiano a la Salvación, un primer arco desde donde se escucha la Palabra de Dios y un segundo que representa la Redención.
Los retablos, lujosos y dorados a la hoja, son originales del siglo XVIII y de decoración muy cargada característica del barroco. Por otra parte, la iglesia se destaca por el artesonado de su techo a dos aguas, realizado en madera y pintado de colores intensos y de dorado. De lado de la calle Arce, las imágenes poseen sus propias capillas en nichos dentro del muro, mientras que del lado del convento los retablos están colocados directamente sobre la nave central y no poseen espacio para la oración de los fieles.